# 罗曼·巴尔代
罗曼·巴尔代（法語：Romain Bardet，1990年11月9日—），法国男子自行车运动员，2016年环法自行车赛总亚军得主、2018年世界公路自行车锦标赛男子公路赛银牌得主、2022年环阿尔卑斯自行车赛总冠军得主。